# عشایر ایران

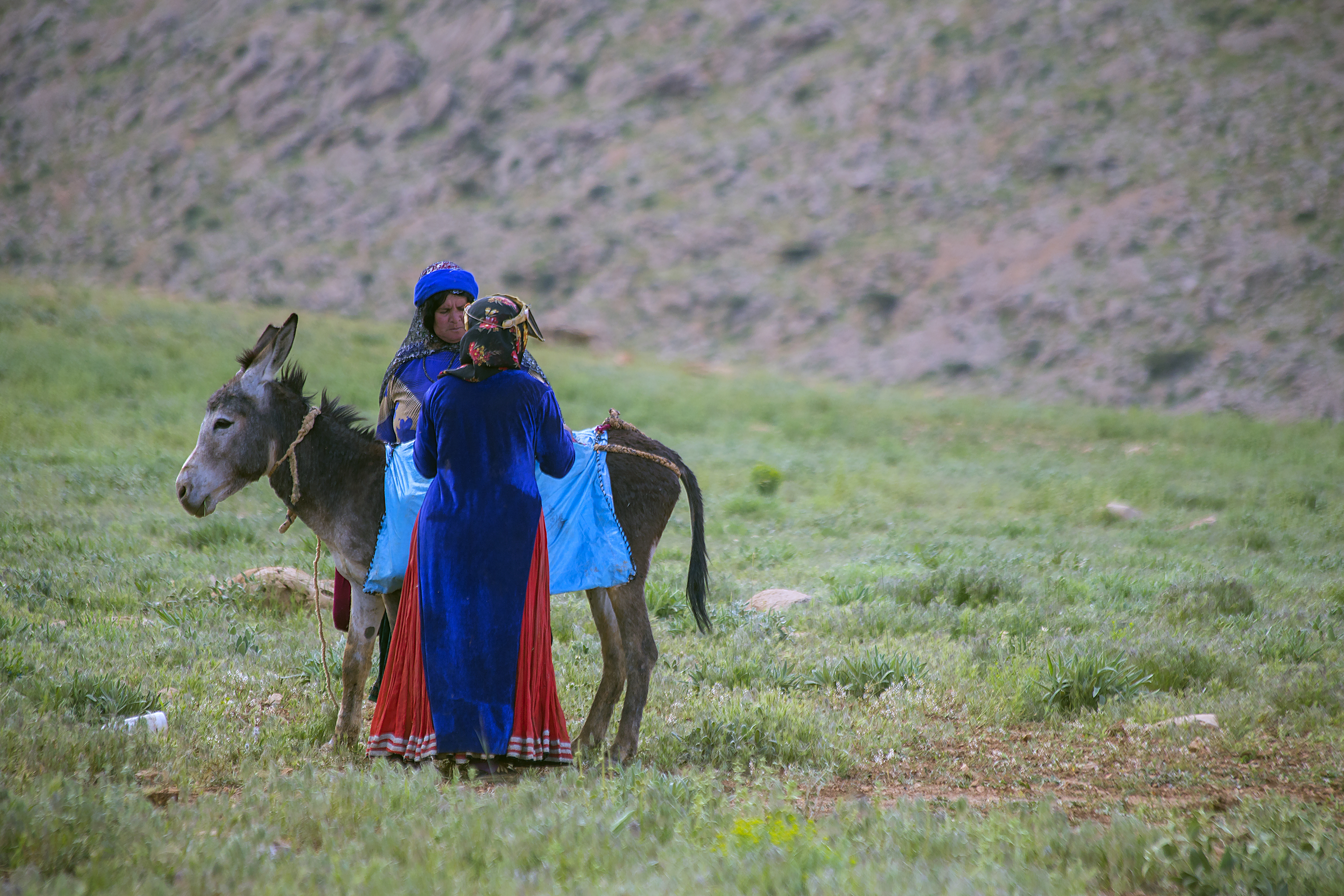
عشایر لر در منطقه خفر پادنا

عشیره، قبیله، ایل، طایفه، اویماق، اولو و به ویژه جمع آن‌ها عشایر، قبایل، ایلات، طوایف، اویماقات، اولوسات در متون فارسی غالباً هم‌معنی‌اند و در واژه‌نامه‌ها خاندان یا دودمان یا گاهی جامعه یا مجموعه قشون توضیح داده می‌شود. تاریخ ایلات ایران، تاریخ ایران است. نگاهی به تاریخ ایران این نکته را روشن می‌کند که بدون مطالعهٔ تاریخ اقوام، ایلات و عشایر به درستی نمی‌توان تاریخ ایران را شناخت. در حدود سال ۱۳۰۰ شمسی، عشایر بیش از ۲۵ درصد جمعیت کشور را تشکیل می‌داده‌اند، اما این میزان از آن زمان به‌طور مداوم کاهش یافته و به زیر ۲ درصد کاهش یافته‌است. در مرداد ۱۴۰۳ اعلام شد که عشایر ایران ۱/۵ درصد از جمعیت این کشور را تشکیل داده‌اند، اما ۲۵٪ از گوشت و ۳۵٪ از صنایع دستی این کشور را تأمین می‌کنند.
در هر دورانی از تاریخ ایران که یکی از ایلات نیرومندتر از دیگران بوده (مانند ایل بختیاری که از دورهٔ صفوی و افشاریه تا پهلوی نفوذ گسترده و پُررنگی در حکومت‌ها و دربار داشتند.

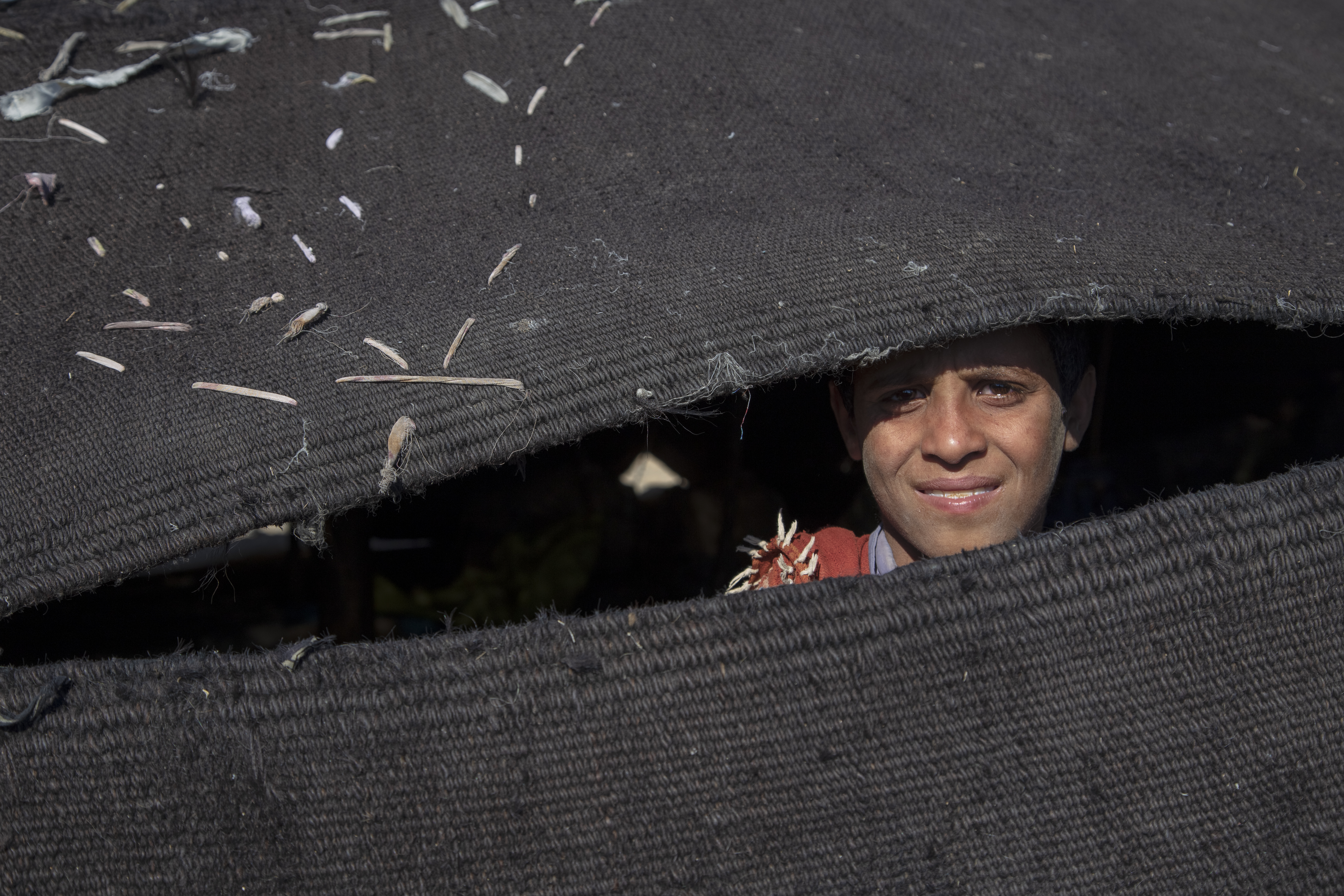
یک پسربچه از عشایر سیستان و بلوچستان در چادری بافته شده از موی بز معروف به سیاه‌چادر

در جامعهٔ ایلاتی بر مبنای مناسبات عشیره‌ای مردم اطاعت‌پذیری محض از رؤسایشان داشتند و از سویی داشتن نیروی مسلح از ضروریات زندگی ایلی بوده‌است و در اختیار داشتن این دو مؤلفه دو اهرم قدرت برای سران ایلات و عشایر فراهم نموده‌است.
مطالعات تاریخ ایلات ایران نشان می‌دهد که ایلات در سیاست داخلی کشور دارای نفوذ بوده و نقش مهمی را در به وجود آوردن سلسله‌ها بازی می‌کرده‌اند و این امر در بعضی مواقع باعث می‌شده‌است که به فرمان پادشاهان وقت و سیاست کشور، دسته‌هایی از ایلات از محل اصلی خود کوچانیده شده و در محل جدیدی به زندگی بپردازند (مانند تبعید بعضی از طوایف بختیاری توسط نادرشاه به خراسان). به عقیده منوچهر هاشمی هر زمان که کشورهای خارجی قصد ایجاد ناامنی در ایران را داشتند به سراغ تحریک عشایر می رفتند چون آنها به علت در اختیار داشتن نیروی جنگی و عدم آشنایی صحیح با مسائل سیاسی همیشه سریع‌تر از افراد دیگر تحت تأثیر قرار می‌گرفتند.

## بررسی آمار جمعیتی ایلات ایران
ایلات ایران تدریجاً یکجانشین شده‌اند ولی هنوز هم در برخی از قسمت‌های ایران ایلات کوچ گرد وجود دارند. در دوران مشروطه از ۸ میلیون جمعیت ایران بیش از ۲ میلیون نفر یعنی حدود یک چهارم جمعیت ایران به ایلات و عشایر تعلق داشتند. در سرشماری سال ۱۳۳۵ از ۲۱ میلیون جمعیت ایران ۲–۳ میلیون به ایلات و عشایر تعلق داشتند. جمعیت عشایری کوچ‌روی ایران در یک سیر نزولی بر پایهٔ سرشماری سال ۱۳۴۵، ۴۶۲ هزار نفر و در سرشماری سال ۱۳۵۵ حدود ۳۳۷ هزار نفر اعلام شده‌است.
جمعیت عشایری ایران در اوایل قرن بیستم ۲۵٪ کل جمعیت کشور بوده، که در سال ۱۳۵۵ به حداکثر ۱۴٪ جمعیت ایران کاهش یافته‌است یعنی ۴٫۸ میلیون نفر. کاهش چشمگیر جمعیت عشایری ایران در دوران سلسله پهلوی از ۲۵٪ به ۱۴٪ جمعیت، در اثر رشد سریع سرمایه‌داری و زندگی شهرنشینی است.
بنابر آمار کشوری در سال ۱۳۶۰ در کل کشور ۹۲ ایل و ۴۵۴ طایفهٔ مستقل وجود دارد و تعداد ۱۸۸ هزار و ۳۵۴ خانوار عشایری با متوسط ۵٫۸ نفر در هر خانوار سرشماری گردیده‌است.
جامعهٔ عشایر ایران متشکل از ۱۰۱ ایل و ۵۹۸ طایفهٔ مستقل است و با چند میلیون عضو یکی از بزرگ‌ترین گروه‌های قومیتی را تشکیل می‌دهند. این جمعیت کثیر در گستره‌ای با وسعت بیش از ۹۶۳ هزار کیلومتر مربع (نزدیک به ۶۰ درصد مساحت ایران) استقرار دارند. ایلات و عشایر ایران با داشتن ۲۴ میلیون رأس دام، ۴۵۰ هزار هکتار اراضی کشاورزی و ۲۰ هزار هکتار باغ نقش قابل توجهی در تأمین مواد پروتیینی، لبنی و کشاورزی دارند.
همچنین با تولید بیش از ۳۰۰ هزار نوع مصنوعات دستی، بیش از ۱۲ هزار میلیارد تومان ارزش افزوده تولید می‌کنند و یکی از مولدترین بخش‌های جمعیتی کشور به‌شمار می‌آیند که با مزیت‌های فراوان این قشر، کمترین حجم از سرمایه‌گذاری‌ها، اعتبارات و توجه عمومی به این قشر شده‌است.

در سال ۱۳۸۳ بیش از یک میلیون و ۶۰۰ هزار نفر عشایر کوچنده و ۵ میلیون رمه‌گردان در ایران بودند که مکان ثابت برای زندگی داشتند اما نیمی از سال را کوچ می‌کردند. آن‌ها بیش از ۲۵ درصد پوست و گوشت ایران را تأمین می‌کردند.